# روبرت بي. إيفانز
روبرت بي. إيفانز (بالإنجليزية: Robert B. Evans)‏ هو شخصية أعمال أمريكي، ولد في 19 مارس 1906 في ريتشموند في الولايات المتحدة، وتوفي في 17 أغسطس 1998 في غروس بوينت شورز في الولايات المتحدة.